# Untermainbach

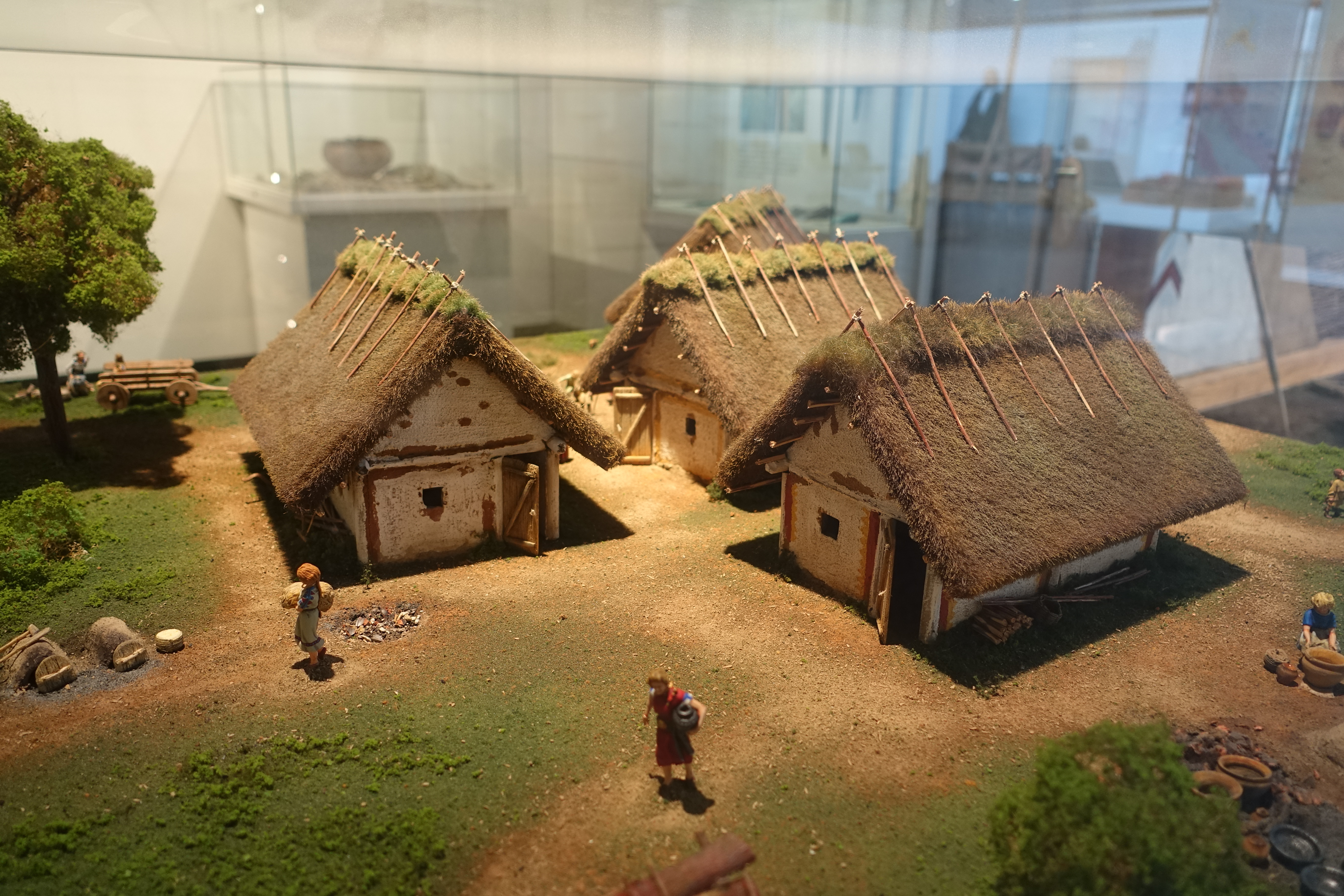
Modell der urnenfelderzeitlichen Siedlung Untermainbach

Untermainbach (fränkisch: Undamahmba) ist ein Gemeindeteil der Gemeinde Rednitzhembach im Landkreis Roth (Mittelfranken, Bayern). Untermainbach liegt in der Gemarkung Walpersdorf.

## Geografie
Das Dorf bildet mit Walpersdorf im Westen und Plöckendorf im Nordosten eine geschlossene Siedlung. Diese liegt am Mainbach.
In der Bayerischen Uraufnahme war Untermainbach ein Dorf mit 13 Herdstellen.

## Geschichte
Zwei Siedlungen aus der Urnenfelderzeit sind als Bodendenkmale geschützt. Die Naturhistorische Gesellschaft Nürnberg führte in den 1930er und 1970er Jahren dort Grabungen durch und zeigt heute ein Modell der Siedlung in ihrer Sammlung. Um die Zeitenwende galt das gesamte Flusssystem der Regnitz als das Ausbreitungsgebiet der Narisker. Mit dem Verschwinden der Narisker aus den Geschichtsbüchern endete auch die Besiedlung zunächst. Der Limes war nur einen strengen Tagesmarsch entfernt und die Zeiten wurden zu unruhig. Erst zu karolingischer Zeit, etwa um das Jahr 725, besiedeln die aus Westen kommenden Franken das Gebiet wieder. Der Ort gehörte zur nördlichsten Sualafeldgau, während bei Schwabach bereits die Grenze zur Rangau verlief.
Untermainbach ist der älteste Gemeindeteil Rednitzhembachs. 1340 wurde der Ort als „nidern Maydbach“ erstmals urkundlich erwähnt. Die Bedeutung des zugrundeliegenden Gewässernamens ist unklar.
Gegen Ende des 18. Jahrhunderts bestand Untermainbach aus 12 Anwesen und einem Gemeindehirtenhaus. Das Hochgericht übte das brandenburg-ansbachische Oberamt Schwabach aus. Die Dorf- und Gemeindeherrschaft hatte das Kastenamt Schwabach. Grundherren waren
- Pfalz-Neuburg (Verwaltung der Landgräflich-Leuchtenberg’schen Beutellehen: 1 Mahl- und Sägmühle; mittelbar für Gugel von Neuburg: 1 Ganzhof);
- das Kastenamt Schwabach: 2 Ganzhöfe, 2 Gütlein, 1 Mahl- und Sägmühle und mittelbar für das Spital Schwabach: 2 Ganzhöfe, 1 Halbhof, 1 Köblergut;
- die Deutschordenskommende Nürnberg mittelbar für das Elisabeth-Spital: 1 Gütlein.[9][10][11]

Von 1797 bis 1808 unterstand Untermainbach dem Justiz- und Kammeramt Schwabach. 1806 kam der Ort an das Königreich Bayern. Im Rahmen des Gemeindeedikts wurde 1808 Untermainbach dem Steuerdistrikt Rednitzhembach (I. Sektion) und der 1818 gebildeten Ruralgemeinde Walpersdorf zugeordnet. Ein Anwesen unterstand in der freiwilligen Gerichtsbarkeit bis 1848 dem Patrimonialgericht Gebersdorf. Am 1. Juli 1972 wurde Untermainbach im Zuge der Gebietsreform in Bayern nach Rednitzhembach eingemeindet.

### Baudenkmäler
Um 1848/49 erreichte die Ludwig-Süd-Nord-Bahn den Ort und teilte ihn in mit einer mächtigen zweibogigen Eisenbahnbrücke, die aus Sandsteinquadern über das Tal des Mainbachs errichtet wurde in eine westliche und eine östliche Hälfte. Diese ist als Baudenkmal erhalten geblieben und wird noch heute für den Bahnverkehr genutzt.

### Einwohnerentwicklung
| Jahr      | 001818 | 001840 | 001861 | 001871 | 001885 | 001900 | 001925 | 001950 | 001961 | 001970 | 001987 | 002021 |
| Einwohner | 101    | 126    | 131    | 103    | 111    | 112    | 137    | 249    | 286    | 515    | 1386   | *1449  |
| Häuser    | 15     | 18     |        |        | 23     | 23     | 24     | 33     | 51     |        | 380    |        |
| Quelle    | [ 15 ] | [ 16 ] | [ 17 ] | [ 18 ] | [ 19 ] | [ 20 ] | [ 21 ] | [ 22 ] | [ 23 ] | [ 24 ] | [ 25 ] | [ 1 ]  |

## Religion
Untermainbach ist seit der Reformation evangelisch-lutherisch geprägt und ursprünglich nach St. Willibald (Büchenbach) gepfarrt, seit den 1960er Jahren ist die Pfarrei St. Antonius und Laurentius (Rednitzhembach) zuständig. Die Katholiken sind nach Heilig Kreuz (Plöckendorf) gepfarrt.

## Verkehr
Der öffentliche Personennahverkehr (ÖPNV) bedient den Ort bei Bedarf mit der Rufbuslinie 675. Am Haltepunkt Rednitzhembach besteht eine Zustiegsmöglichkeit zur S-Bahn Linie 2.